# Paolo Dezza
Paolo Dezza, né le 13 décembre 1901 à Parme (Italie) et mort le 17 décembre 1999 à Rome, est un prêtre jésuite italien, philosophe thomiste, recteur de l’université grégorienne et, pour un an, délégué pontifical pour la Compagnie de Jésus. Il est créé cardinal en 1991.

## Jeunesse et formation
Né dans une famille de modestes fonctionnaires, Dezza fait ses études secondaires dans un lycée de Parme avant d’entrer dans la Compagnie de Jésus le 2 décembre 1918. Après les deux ans de noviciat et un stage d’enseignement dans un collège de Milan il étudie la philosophie pendant deux ans à Barcelone (1922-1924), et la théologie à Innsbruck (Autriche), et Naples (1924-1929). Il est ordonné prêtre le 25 mars 1928, à Naples.

## Carrière de professeur et recteur
Dès la fin de ses études de théologie (1929), Dezza est envoyé enseigner la métaphysique à l’Université grégorienne, qui restera sa « base » en quelque sorte durant toute sa vie, à part quelques années comme provincial des jésuites de Venise (1935-1939) et professeur philosophat jésuite de Gallarate (Milan).
En 1941, Dezza est recteur de l’Université grégorienne. Son enseignement de la philosophie est strictement thomiste. Parmi ses étudiants, il a Karol Wojtyla, qui, bien qu'inscrit à la faculté Angelicum, suit quelques cours à la Grégorienne (1947). Durant la Seconde Guerre mondiale, il se révèle un supérieur religieux attentif envers les nombreux professeurs et élèves qui, faute d’autre logement, résidaient à la Grégorienne même (jusqu’en 1950). Chaque année durant un mois, il rencontre systématiquement chaque professeur pour s’enquérir du progrès de leurs recherches, de leur enseignement mais également de leurs familles, santé et problèmes qu’ils rencontraient. Durant la Seconde Guerre mondiale il parvient à maintenir harmonie et entente dans une large communauté d’enseignants et élèves appartenant à des nations différentes, et en guerre entre elles.
Fervent thomiste lui-même, il parvient cependant à atténuer les querelles intellectuelles entre ses professeurs néo-thomistes et autres suarésiens. Il n’est pas partisan de la pensée unique thomiste. Son enseignement est clair ; ses élèves apprécient également son approche personnelle et son caractère spontané.
Dezza est un proche du pape Pie XII. Durant la période d’occupation allemande de Rome (septembre 1943-juin 1944), il reçoit clandestinement à l’université des Italiens recherchés par les occupants dont, entre autres, le grand rabbin de Rome, Israël Zoller.
En 1949 ou 1950, Dezza ouvre une faculté de sociologie à l’université grégorienne, une initiative considérée comme révolutionnaire à l’époque. Le 31 décembre 1951, il quitte son poste de recteur tout en continuant son enseignement. Il reçoit plusieurs missions de la part de Pie XII, comme secrétaire de l’association des universités catholiques, et fondateur de l’institut Regina Mundi (pour les religieuses) dont il est recteur de 1954 à 1962.

## Dans le gouvernement de la Compagnie de Jésus
En 1956, il est appelé par le père Jean-Baptiste Janssens à la Curie généralice des jésuites. À la 31e congrégation générale de 1965, Dezza est élu Assistant Général du père Pedro Arrupe, nouvellement élu supérieur général. Ayant participé aux quatre congrégations générales précédentes (un fait rare), son avis a du poids et il est influent. Auparavant Dezza avait été appelé comme expert au concile Vatican II (1962-1965) et participe à la rédaction du document sur la formation des prêtres Presbyterorum Ordinis, et la réorganisation académique des facultés ecclésiastiques.
Écouté et discrètement influent au gouvernement de la Compagnie de Jésus, il est également fort apprécié par Paul VI, dont il est le confesseur de 1969 à sa mort. Il est également confesseur de son successeur immédiat Jean-Paul Ier (1978).
Intellectuellement traditionnel, Dezza est un bon professeur mais non pas un chercheur. Il ne perçoit pas ce qui est à la source du modernisme et de la Nouvelle Théologie : un désir de répondre aux questions modernes et d’adapter la théologie au changement de mentalité. Proche de Paul VI, il en connaît bien les craintes en ce qui concerne certaines orientations apostoliques de la Compagnie de Jésus, perçues au Vatican comme trop proches d’une théologie de la libération marxisante.

## Délégué pontifical
Lorsque Pedro Arrupe est frappé d’une thrombose qui le rend incapable de gouverner (1981), Paolo Dezza est nommé délégué pontifical auprès de la Compagnie de Jésus, une décision mal reçue par les jésuites, même si acceptée dans l’obéissance. Dezza n’eut de cesse cependant que tout revienne dans le droit constitutionnel de la Compagnie et qu’une Congrégation générale puisse être convoquée pour élire un successeur à Arrupe. Il en obtient la permission de Jean-Paul II et la 33e Congrégation générale élit Peter Hans Kolvenbach, supérieur général (13 septembre 1983).

## Cardinal
Dezza est créé cardinal par Jean-Paul II le 21 juin 1991 avec le titre cardinal-diacre de S. Ignazio di Loyola a Campo Marzio : il a 89 ans et n’est donc pas électeur en cas de conclave.
Il meurt le 17 décembre 1999. Jean-Paul II lui-même préside à ses funérailles durant lesquelles il prononce une homélie. Enterré au cimetière de Rome, la dépouille du cardinal Dezza fut transférée quelques années plus tard dans l’église Saint-Ignace à Rome, comme il en avait exprimé le souhait.

## Œuvres principales
- Alle origini del neotomismo, Milan, 1940.
- Teologia cattolica e filosofia moderna, Chieri, 1943.
- Metaphysica generalis, Rome, 1962.
- Filosofia, sintesi scolastica, Rome, 1993 (9e édition).